# Fernando Collor de Mello
Fernando Affonso Collor de Mello (født 12. august 1949 i Rio de Janeiro) var Brasiliens præsident i perioden 15. marts 1990 til 29. december 1992. 
Collor de Mello er oprindelig fra en velstående familie i delstaten Alagoas. Ved præsidentvalget i 1989 vandt han over udfordreren Luiz Inácio Lula da Silva. Collor de Mello ønskede at åbne for og revitaliser Brasiliens økonomi. Hans hårdhændet økonomiske politik mødte imidlertid gradvis større modstand eftersom de negative konsekvenser blev mere og mere synlige. Det skulle imidlertid være hans indblanding i en omfattende korruptionsskandale som gjorde at han blev tvunget til at forlade præsidentposten. Den 29. december 1992 gik Collor de Mello af fra præsidentposten og nogen timer senere stævnede Senatet ham for en rigsret. Collor de Mello flygtede derefter i eksil i Miami. Anklagen mod Mello blev frafaldet i 1994, på grund manglende beviser, men han blev samtidig frataget alle politiske rettigheder for en periode på otte år. Han prøvede i 2000 at blive valgt som borgermester i São Paulo samt som guvernør i Alagoas i 2002. Begge gange blev han ikke valgt. I 2006 blev Collor valgt som delstaten Alagoas repræsentant til det brasilianske senat.